# Бузлуджа
Бузлуджа (болг. Бузлуджа) — вершина Балканских гор высотой 1441 м, на территории Болгарии, в 12 км к востоку от Шипкинского перевала. С 1942 года официальное название вершины — «Хаджи Димитр».
В 1868 году на этой вершине в неравной битве с оттоманскими турками погиб повстанческий отряд Хаджи Димитра. В 1891 году здесь проводился учредительный конгресс БСДП (позже БКП, ныне БСП). В период правления Болгарской коммунистической партии Бузлуджа являлась «святыней» болгарских коммунистов. Ныне объекты на вершине разграблены.

## Битва в 1868-м году
В ночь 6 по 7 июля 1868 года 129 борцов за освобождение Болгарии из-под османского ига, на барже форсировали реку Дунай неподалёку от Варадинского болота, у сёл Варадин и Свиштов.
Болгары воевали под командованием Хаджи Димитра и Стефана Караджа. После тяжёлых боев с многочисленными турецкими войсками и башибузуками, остатки болгарского отряда отступили к Балканским горам.
18 июля 1868 года восставшие были окончательно окружены на вершине Бузлуджа. Тридцати четникам Хаджи Димитра противостояли башибузуки казанлышского кырагасы Куртчу Османа с юга, заптии Сюлейман-ага с запада и регулярные войска Мехмед-паши с севера, общей численностью свыше 700 человек. Четники предпочли достойную смерть в бою с поработителями, а не унизительный плен, и три с половиной часа отстреливались в неравном бою. Воевода Хаджи Димитр умирает со словами: «Братия, пусть умрём как болгары!»
После битвы османы затеяли спор за униформу и головы погибших четников. В итоге казанлыкская группа получила 8 голов, а регулярные турецкие войска из Северной Болгарии — 17 голов. От четников Хаджи Димитра остались: одежда, оружие, подзорная труба и документы воеводы Хаджи Димитра.
Болгары из Казанлыка, с риском для своей жизни выпросили разрешение на погребение и христианское отпевание обезглавленных, раздетых и поруганных трупов четников в день святого Ильи.
В 1873 году видный болгарский поэт и деятель освободительного движения Христо Ботев опубликовал в газете Независимост свою поэму «Хаджи Димитр», посвящённую смерти воеводы.

## Учредительный конгресс БСДП
20 июля 1891 года на Бузлудже была учреждена Болгарская социал-демократическая партия. Присутствовали 20 делегатов из городов Велико Тырново, Габрово, Сливен, Казанлык, Стара-Загора и других. Председательствовал Димитр Благоев. Конгресс принял программу и устав партии, принимая за образец бельгийскую социал-демократическую партию. Этот первый конгресс проводился тайно. Позже он вошёл в истории социализма и коммунизма Болгарии как Бузлуджанский конгресс.
В 1894 году БСДП объединяется с Болгарским социал-демократическим союзом в Болгарскую рабочую социал-демократическую партию. В 1903 году БРСДП разделяется по идеологическому признаку на «широких» и «тесных» социалистов.
27 мая 1919 года Болгарская рабочая социал-демократическая партия (тесных социалистов) принимает линию Ленина и ВКП(б), и переименовывается в Болгарскую коммунистическую партию (тесных социалистов).
3 апреля 1990 года Болгарская коммунистическая партия переименовывается в Болгарскую социалистическую партию и продолжает своё активное участие в политической жизни Болгарии и поныне.

## Вершина в 1944—1989 годах

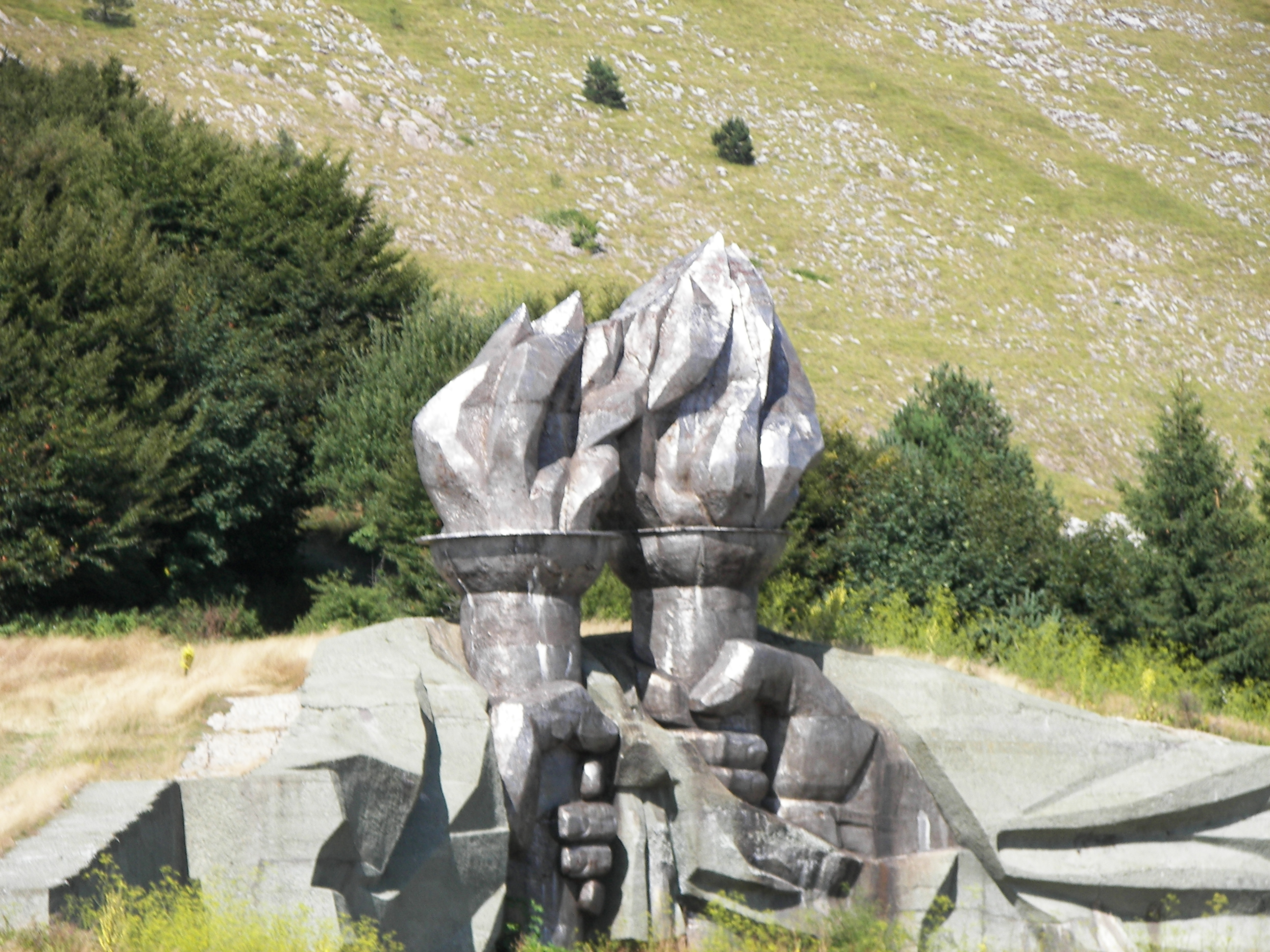
Факельный памятник на вершине

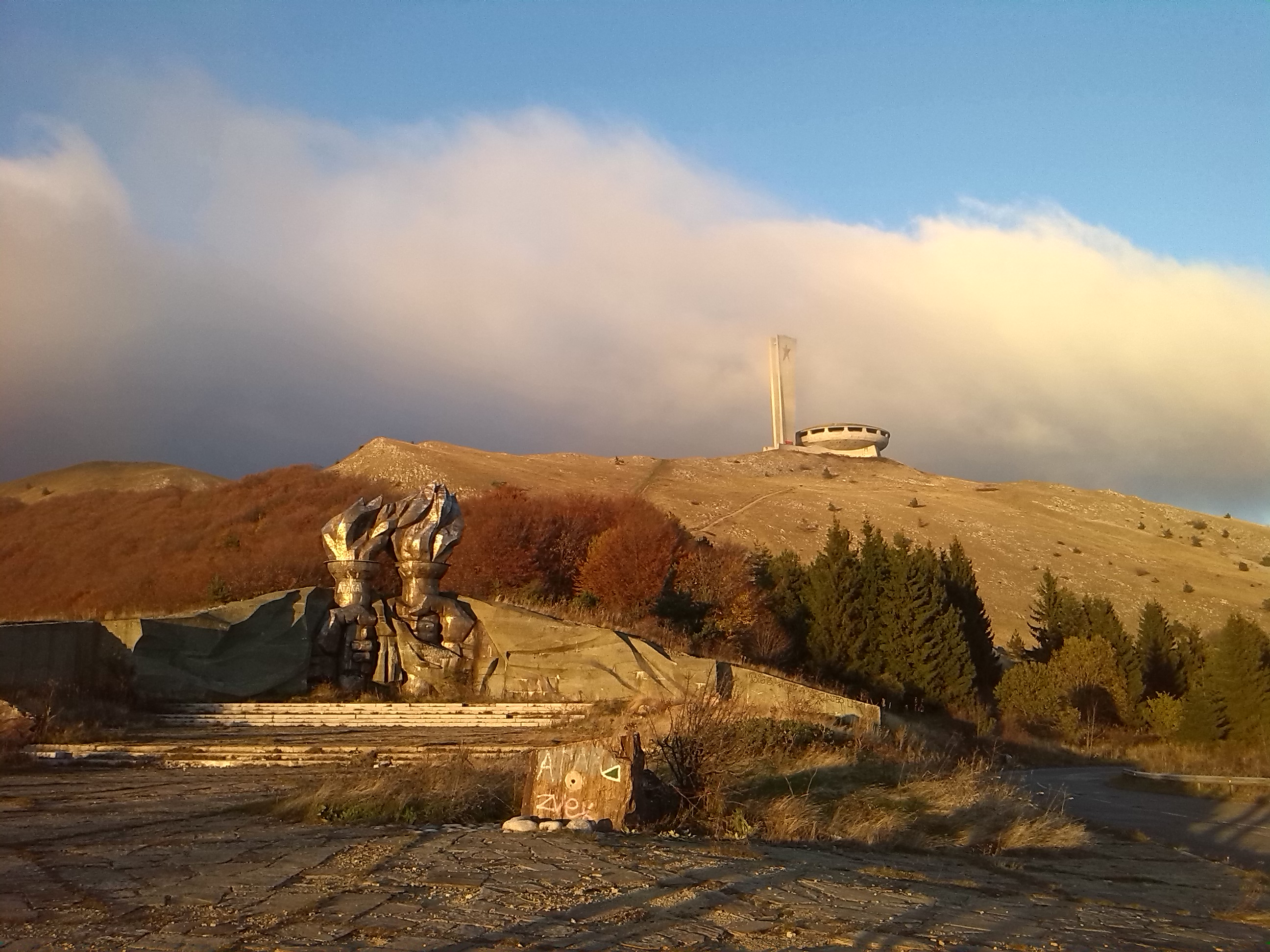

В период правления Болгарской коммунистической партии (9 сентября 1944 — 10 ноября 1989) Бузлуджа считалась святыней болгарских коммунистов. 23 августа 1981 года на вершине был торжественно открыт огромный дом-памятник в честь БКП. Строительство памятника по проекту архитектора Георги Стоилова началось в 1974 году. Было потрачено более 25 млн левов, 16,2 млн из которых — добровольные пожертвования простых болгар. В строительстве дома-памятника принимали участие коммунисты, комсомольцы и трудящиеся НРБ. Также были построены общественные дачи, турбазы, памятники, асфальтированные дороги и множество других инфраструктурных и коммуникационных объектов.
На Бузлудже круглогодично проводились пышные культмассовые мероприятия:
- приём в пионеры, в комсомол, в кандидаты и члены БКП;
- празднование годовщины 9 сентября (приход БКП к власти в 1944-м), 23 сентября (в 1923-м году по указанию Коминтерна коммунисты подняли в Болгарии так называемое Сентябрьское социалистическое восстание) и другие памятные для коммунистов даты;
- празднования достижений социализма в Болгарии: успехов бригадирского движения, успехов в трудовых-кооперативных земледельческих хозяйствах и тому подобные;
- празднования достижений социализма и коммунистического движения во всем мире — успехи Коминтерна, успехи в социалистической борьбе за мир и так далее.

При праздновании каждого праздника БКП организовывала для жителей и гостей бесплатный автобусный транспорт из городов Габрово, Стара-Загора и Казанлык. Во время праздников на самой вершине располагались многочисленные киоски, где продавались скара(барбекю), бира(пиво), безалкогольные напитки, шоколад и тому подобное, причём цены были намного ниже, чем в обычных магазинах.

## Вершина ныне

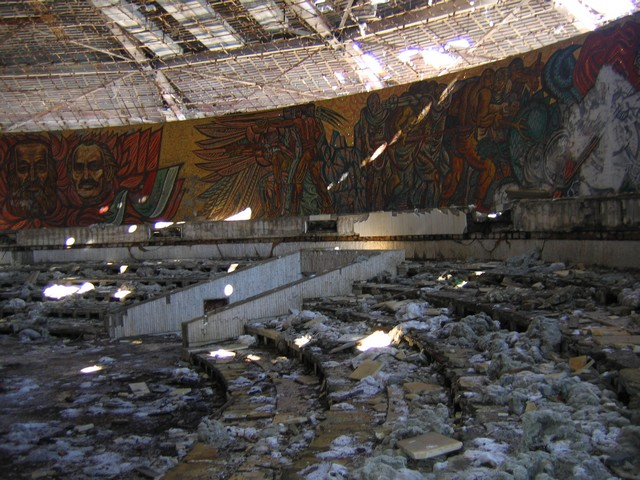
Торжественный зал после разграбления дома-памятника

Дом-памятник БКП полностью разграблен: украдены все кабели электросети и все элементы внешней и внутренней декоративной облицовки, которая состояла из мрамора, гранита, лабрадора, золота, серебра, бронзы и других ценных камней и металлов. Большинство памятников и коммуникаций на вершине также уничтожены с целью грабежа, а дачи и турбазы проданы частным лицам и фирмам.
После разграбления памятника звезды на пилоне Бузлуджи зажигались только один раз. Это произошло в 2011 году, когда вопреки запрету областных властей молодёжная социалистическая организация установила в башне мощные прожекторы.

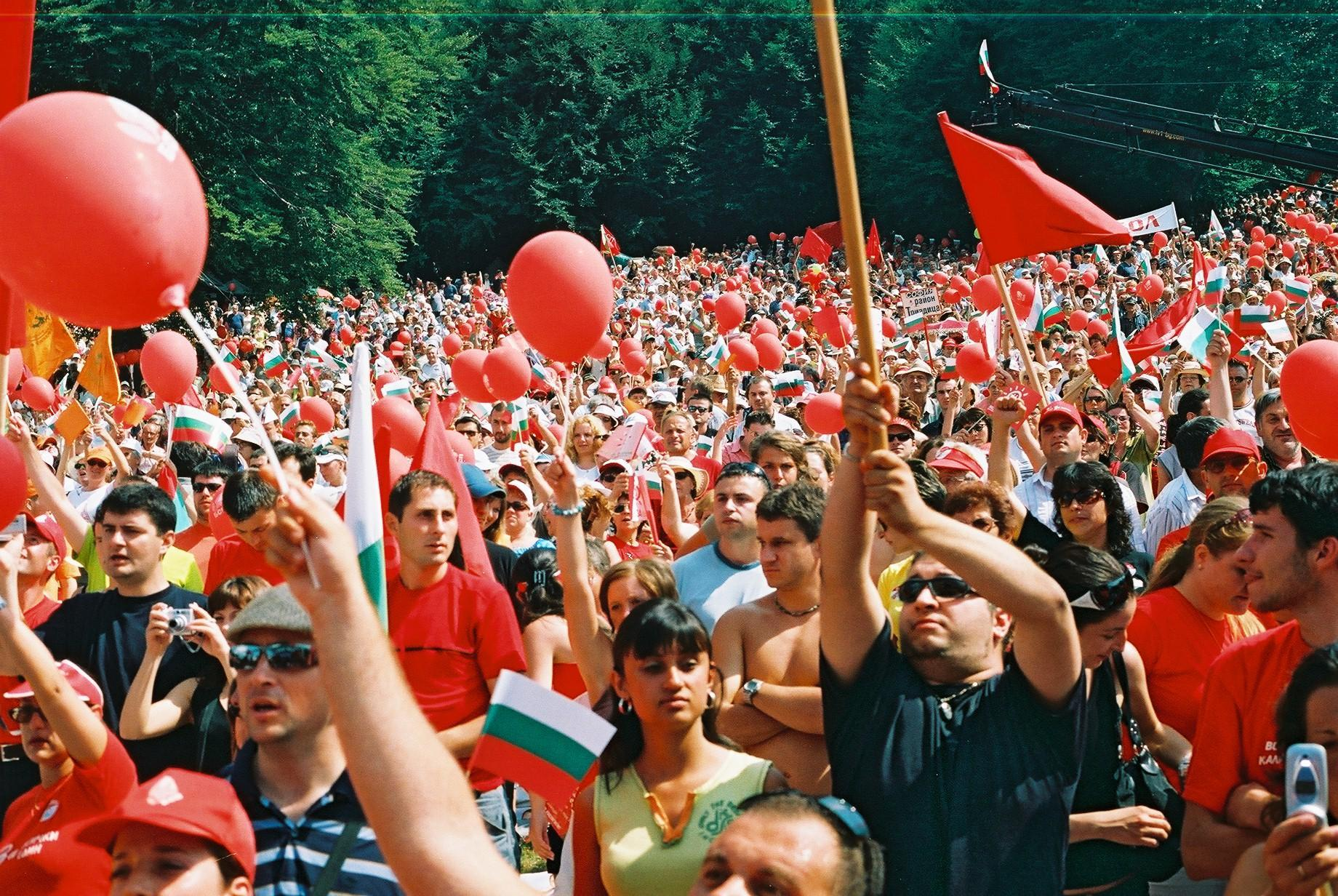
Бузлуджа, 2005 год

Болгарская социалистическая партия ежегодно отмечает здесь 20 июля и очень гордится своей 133-летней историей. Соратники и симпатизирующие коммунистической и социалистическим партиям и организациям в Болгарии также проводят здесь свои праздники и в настоящее время.
Болгарские любители истории и патриоты отмечают на Бузлудже годовщину битвы 1868 года. Каждый год, 18 июля они проводят историческую реконструкцию боя отряда Хаджи Димитра с османскими войсками.

## В культуре
Место служило съёмочной площадкой для съёмок видеоклипов 

- «Vihaan kyllästynyt» финской группы Haloo Helsinki! ;
- «Riddles» группы «Kensington»;
- «Irony. Utility. Pretext.» группы Algiers;
- «Nights With You» певицы MØ.
- Atonement группы Goodbye To Gravity

Также Дом-памятник «Бузлуджа» фигурирует в фильме «Механик: Воскрешение» как военная база с подводными лодками одного из героев (Макс Адамс (Max Adams), роль сыграл Томми Ли Джонс). В фильме строение представлено восстановленным, в том числе с внутренним убранством.
Копия здания представлена в видеоигре Workers & Resources: Soviet Republic под названием «Дворец Коммунизма».